# Hedevig Lund
Hedevig Lund, född 11 juni 1824 i Kristiansand, död 16 mars 1888 i Kristiania (nuvarande Oslo) var en norsk målare under romantiken. Hon var en av de första kvinnorna i Norge som fick professionell utbildning som konstnär. Hedevig Lund hade framgångs som porträttmålare, och gjorde flera av porträtten på "eidsvollmennen", undertecknarna av Eidsvollförfattningen och medlemmar i Riksforsamlingen. På Nasjonalgalleriet hänger målningarna Bunadkledd tjej i svalgang (1849) och Landskapstudie fra Borrevannet (1878).

## Biografi
Hedevig Lund föddes i Kristiansand som dotter till Ole Wilhelm Erichsen och hans fru Abel Marie, född Isaachsen. Pappan var statsråd och marinminister och ägare av Semb Hovedgård i Borre i Vestfold. Hedevig Lund gick först i lära hos Johan Gustaf Köhler i Stockholm, där hon bodde när pappan var minister.
Hon hade sin första utställning i Børslocalet i Oslo 1845. Åren 1846 till 1847 studerade hon hos Karl Sohn och Adolph Tidemand i Düsseldorf. Hon inspirerades i synnerhet av Sohns idealiserande stil vid porträttmålning.
Hedvig Lund är särskilt förknippad just med porträtt och fick genombrott med ett porträtt av modern som hon gjorde i Düsseldorf 1846.  Det ställdes ut i februari 1847 vid Christiania Kunstforening och är nu i privat ägo. Senare utförde hon flera beställningsverk åt porträttgalleriet i Eidsvollsbygningen på medlemmar av Riksforsamlingen. Hon målade porträtt av kvinnor från borgarskapet, och var relativt aktiv fram till 1854 , då hon även kopierade befintliga porträtt. Under den tiden målade hon också några sentimentala senromantiska genrebilder, exempelvis av kvinnor i folkdräkt. 
Hedevig Lund gifte sig med officeren, författaren och landskapsmålaren Bernt Lund 1847 . Även han hade studerat målning i Düsseldorf. Bernt Lund arbetade som vägingenjör, vilket innebar mycket resor som hustrun ofta var med på. Båda makarna tog en lång paus i målandet,  och Hedevig Lund målade mycket lite 20-25 år från 1856. Men, tillsammans med maken målade hon altartavlorna Jesus i Getsemane (1867/68) som finns i Stokken kyrka, och eventuellt en identisk altartavla till Våler kyrka i Solør själv. Hon målade dessutom ett porträtt av maken 1870.
Makarna tog över Semb Hovedgård från Hedevig mor år 1880 . Runt denna tiden tog de upp måleriet igen och Hedevig Lund målade fler landskap från området i en förnyad stil. Till exempel Landskapstudie Borrevannet (1878) är från denna tiden, en landskapsmålning som nu finns i Nasjonalgalleriet.
Hedevig Lund var syskonbarn till målaren Olaf Isaachsen, som hon delvis lärde upp i målning. Hon var mor till ingenjörerna Ole Wilhelm Lund (1848–1915) och Alf Lund (1851–1918) och farmor till Diderich Hegermann Lund (1888–1986), som även han var ingenjör och en pionjär inom norsk utvecklingshjälp.
Hon blev änka 1885, och bosatte sig i Christiania. Vid folkräkningen 1885 bodde hon på Cort Adelers väg 18 med en son. Hon avled 63 år gammal i Christiania och gravsattes i Vår Frelsers gravlund.

## Några verk

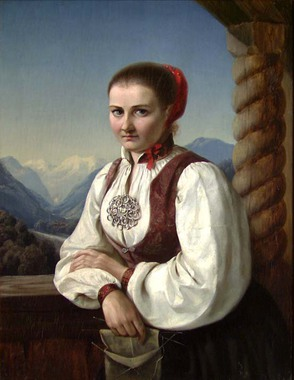
Bunadkledd pike i svalgang (1849). Olja på duk.Mått: 81,9 x 63,1 cm.

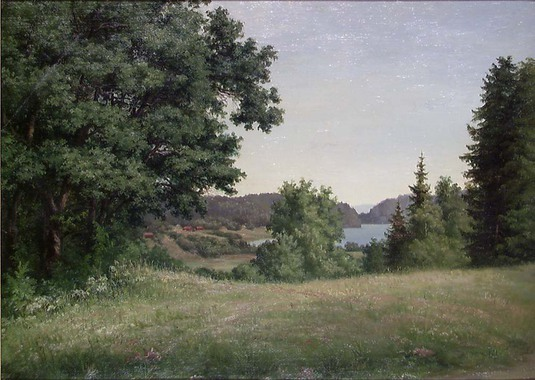
Landskapstudie Borrevannet Olje på duk, uppklistrat på pappskiva.Mått: 32 x 44,5 cm.

Bunadkledd tjej i svalgang från 1849 är ett nasjonalromantisk präglat porträtt som framställer en ung kvinna i folkdräkt, "bunad". Dräkten har inte kunnat bekräftas till bestämd plats, men dräktens sölja pekar mot  Hallingdal. Kvinnan har en stickning hängande i ena handen och svalgången hon står i ser ut att vara timrad i traditionell norsk stil. Bakgrunden är en pittoresk dal med höga berg, några av de snötäckta.
Landskapstudie fra Borrevannet (1878) är en naturtrogen skildring av Borrevannet med en torr grässlänt i förgrunden och vattnet i bakgrunden. Olika träd ramar utsikten mot horisonten, och bilden "framstår som en inbjudan längre in i landskapet". I Norsk kunstnerleksikon beskrivs den som ett "friluftsmaleri utförd med ljus palett, men med en medveten komposition och utpenslad yta."

## Utställningar
År 1927 hölls en minnesutställning över makarna Lund hos Blomqvist Konsthandel i Oslo.
Verk av Hedevig Lund har bland annar visats vid nedanstående kollektivutställningar:
- Marknadutställning, Børslocalet, Christiania, 1845
- Christiania Kunstforening, 1847-1852
- Bergens Kunstforening, 1852
- Bergens Kunstforening, 1859
- Trondheim Kunstforening, 1850-1869
- Kgl. Akademiens utställning, Stockholm, 1850
- Charlottenborgutstillingen, Köpenhamn, 1851
- Skandinavisk utställning, Christiania, 1852
- Nordisk utställning, Stockholm, 1866
- Kvinnen og kunsten, Kunstnernes Hus, Oslo, 1975

## Bildgalleri
Exempel på porträtt från Eidsvollgalleriet:

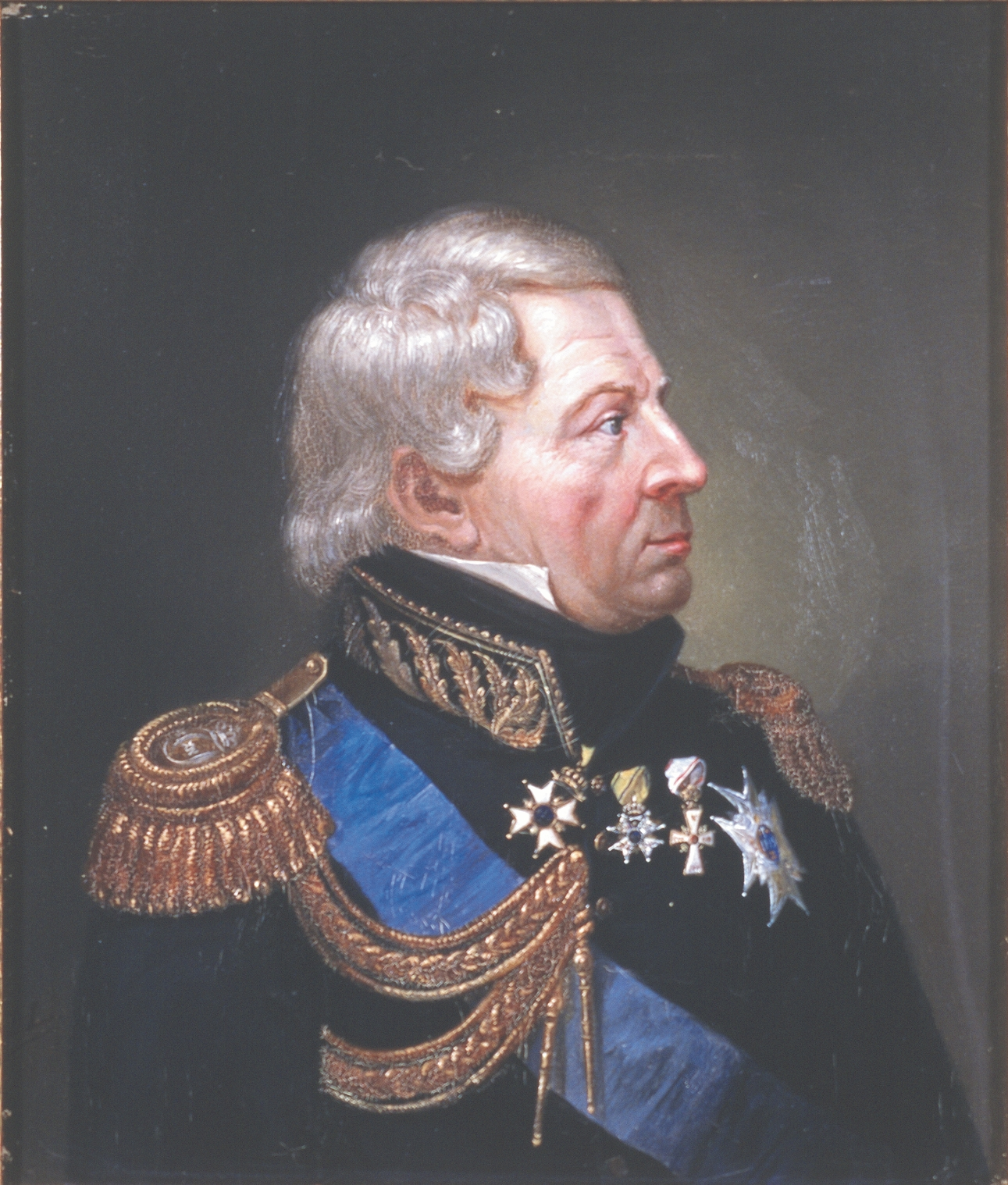
Frederik Wilhelm Stabell
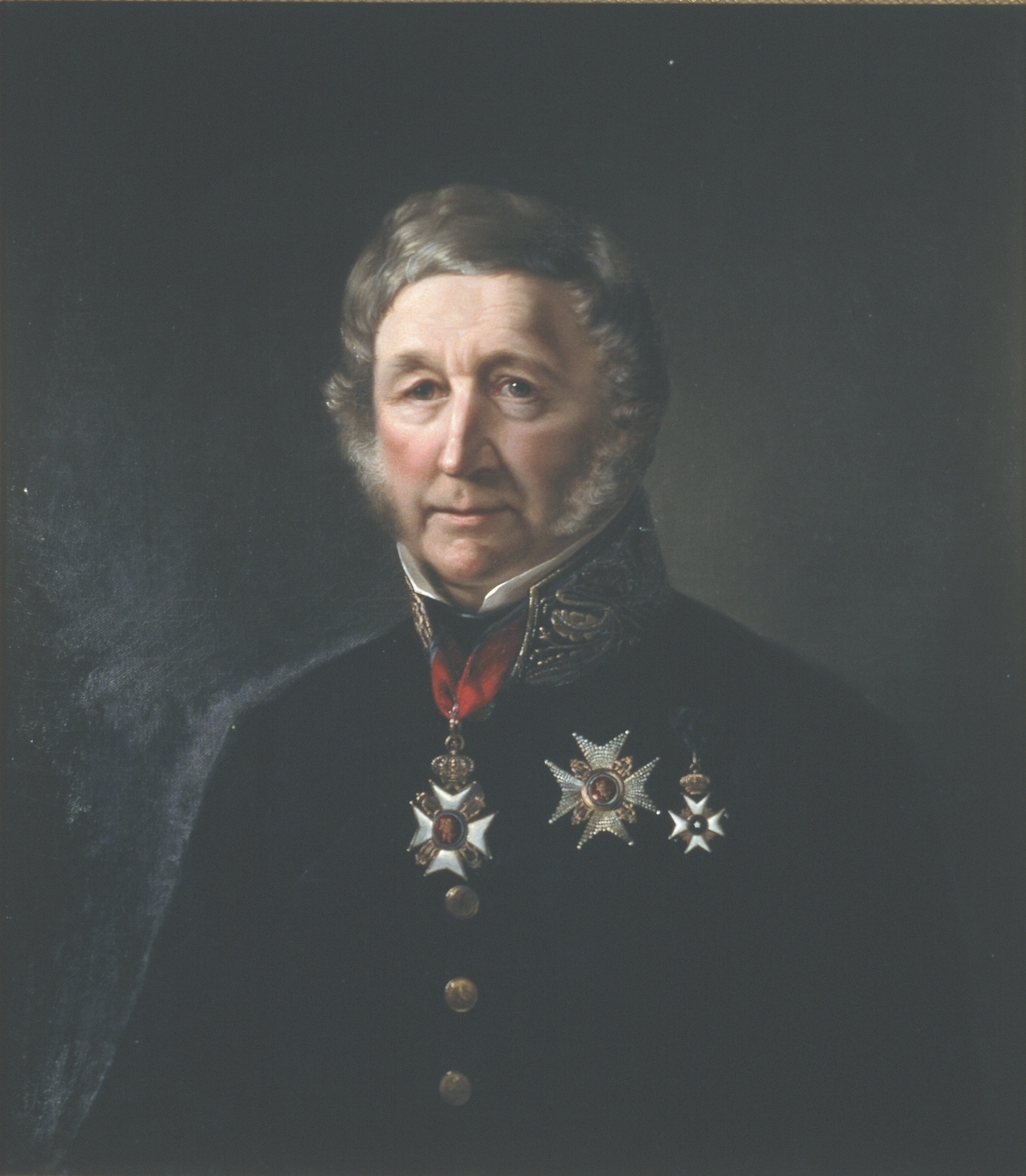
Gustav Peter Blom
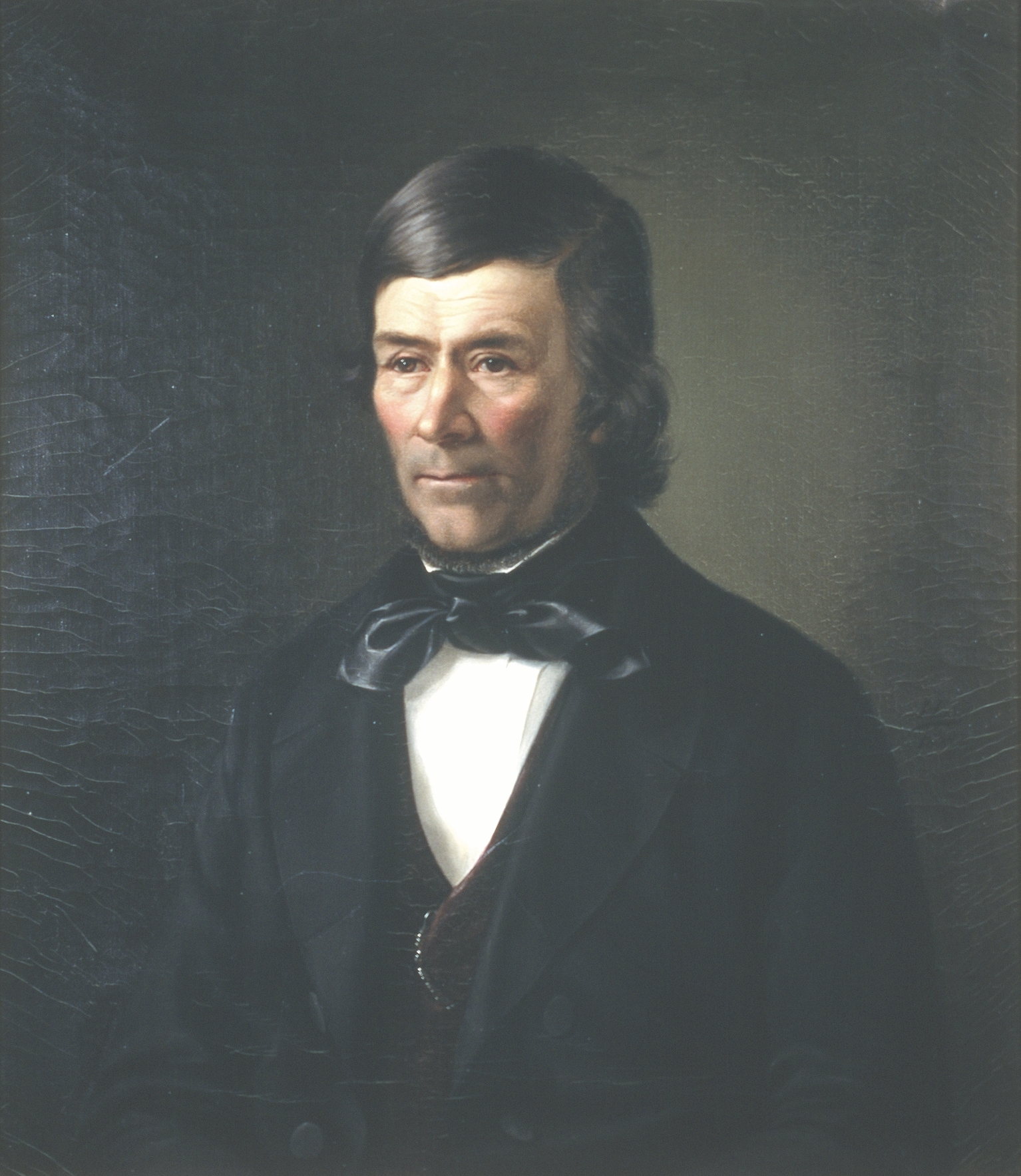
Hans Haslum
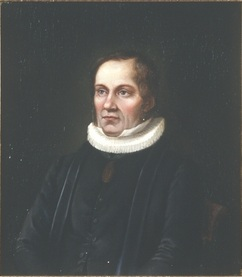
Lars Andreas Oftedahl
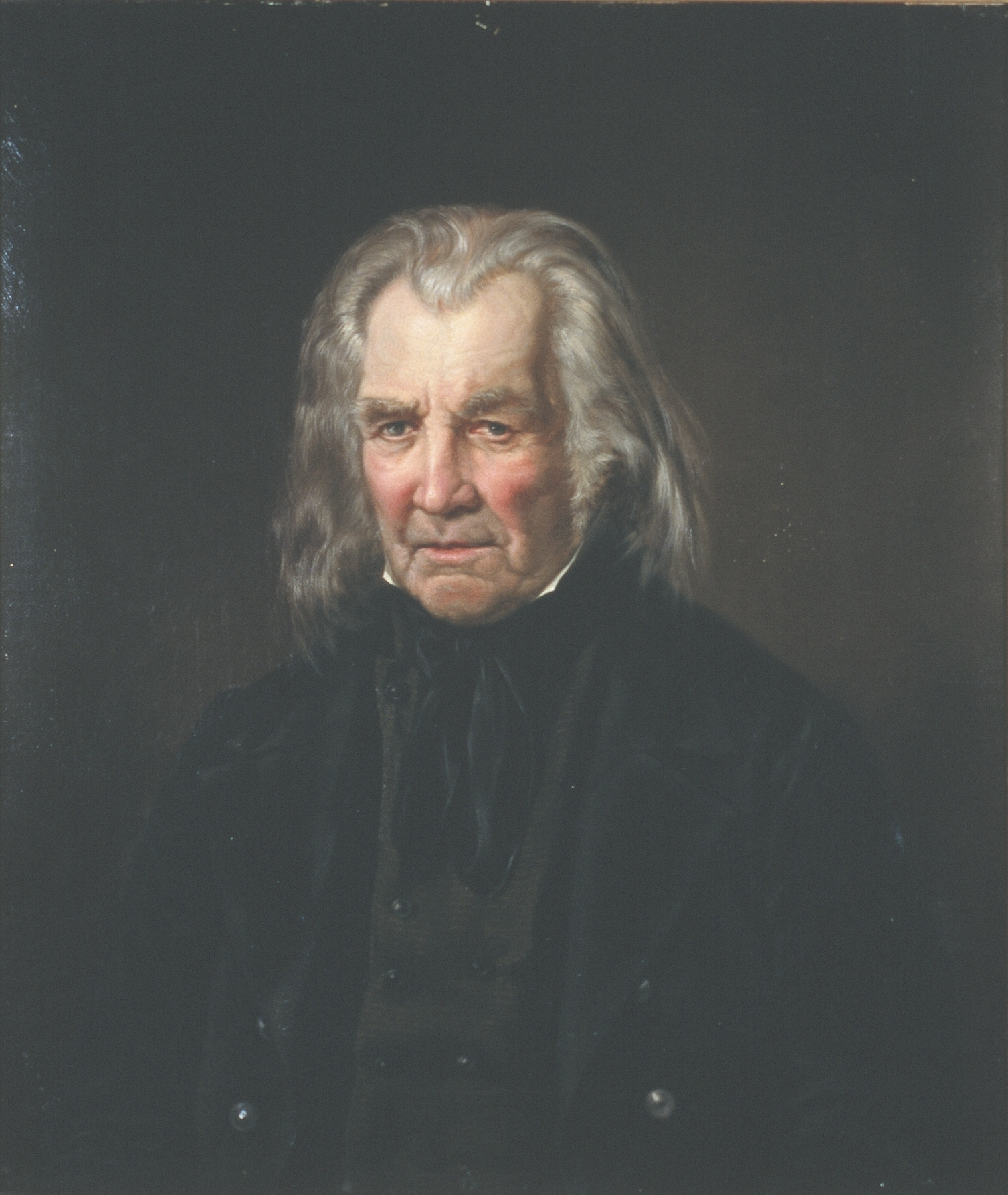
Ole Rasmussen Apeness
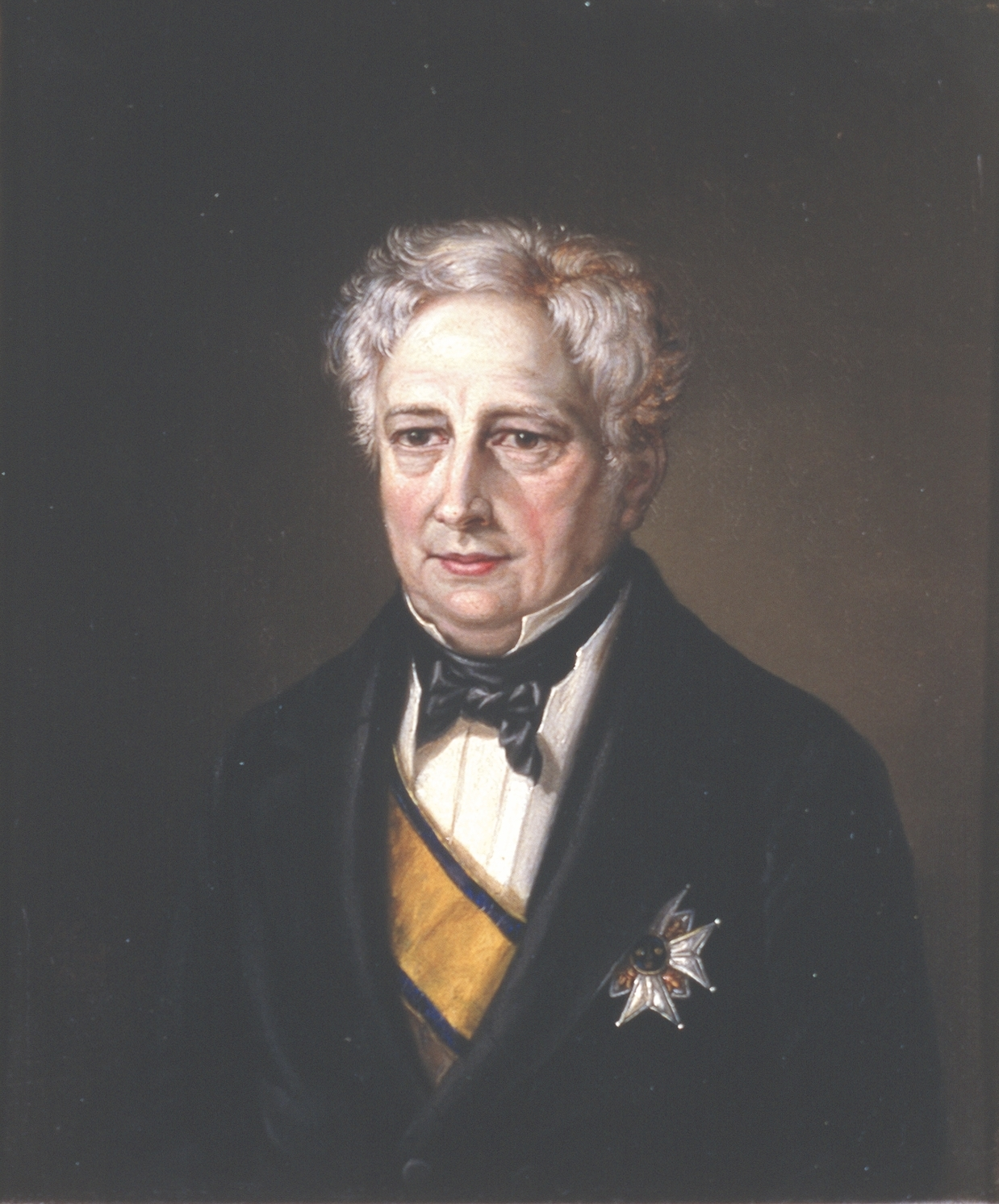
Palle Rømer Fleischer